# Joanna Angel
Joanna Angel, née le 25 décembre 1980  dans une famille américaine, est une réalisatrice, productrice et actrice de films pornographiques américaine.

## Biographie
Joanna Angel est née à Boston le 25 décembre 1980. Elle étudie au River Dell Regional High School et, diplômée à 17 ans, elle rentre à l'Université Rutgers en littérature anglaise.
Elle travaille dans les restaurants Applebee's.
Joanna fait partie de l'Alt porn, (culture underground liée à la pornographie).
Elle fait également une apparition dans les vidéos de "Take off your clothes" par Morningwood et "Sound Wave Superior" d'Emmure.
En 2011 Joanna apparait dans un épisode de la série Childrens Hospital.

## Distinctions
Récompenses
- 2017 : AVN Award Meilleure actrice dans un second rôle (Best Supporting Actress) pour Cindy Queen of Hell (Burning Angel/Exile)[3]
- 2015 : AVN Award Meilleur site de pornstar (Best Porn Star Website)[4]
- 2014 : AVN Award Meilleur site de pornstar (Best Porn Star Website)[5]
- 2013 : AVN Awards[6]
  - Meilleure scène de sexe en solitaire (Best Solo Sex Scene) pour Joanna Angel: Filthy Whore
  - Meilleur site de pornstar (Best Porn Star Website)
- 2011 : AVN Awards
  - Meilleure scène de sexe en solitaire (Best Solo Sex Scene) pour Rebel Girl
  - Best Porn Star Website

- 2009 : CAVR Award - Contract (MVP)
- 2009 : XRCO Awards
  - Best On-Screen Chemistry

- 2008 : XRCO Awards
  - Best On-Screen Chemistry

- 2007 : XBIZ Award – Crossover Move of the Year

- 2006 : AVN Award
  - Most Outrageous Sex Scene pour Re-Penetrator

Nominations
- 2009 : AVN Awards
  - Best Original Song pour Rock and Roll in My Butthole
  - Best POV Sex Scene pour P.O.V. Punx
  - Best Screenplay pour Not Another Porn Movie
  - Best Solo Sex Scene pour XOXO Joanna Angel

- 2008 : AVN Award, Crossover Star of the Year
  - Most Outrageous Sex Scene pour The XXXorcist

- 2007 : AVN Awards
  - Best Actress - Video pour Joanna's Angels 2: Alt. Throttle
  - Best Anal Sex Scene - Video pour Lewd Conduct 27
  - Best Director - Video pour Joanna's Angels 2: Alt. Throttle
  - Best Screenplay - Video pour Joanna's Angels 2: Alt. Throttle

- 2006 : AVN Awards
  - Best Actress - Video pour Joanna's Angels
  - Best New Starlet
  - Best Screenplay - Video pour Joanna's Angels

| Année | Cérémonie   | Prix                                                                       | Résultat   | Film                                                             |
| ----- | ----------- | -------------------------------------------------------------------------- | ---------- | ---------------------------------------------------------------- |
| 2018  | AVN Awards  | Meilleure actrice dans un second rôle (Best Supporting Actress)            | Nomination | My Killer Girlfriend                                             |
| 2018  | AVN Awards  | Star du cinéma traditionnel de l'année (Mainstream Star of the Year)       | Nomination | –                                                                |
| 2018  | AVN Awards  | Réalisateur de l'année (Director of the Year)                              | Nomination | –                                                                |
| 2018  | XBIZ Awards | Meilleure actrice dans une comédie (Best Actress — Comedy Release)         | Lauréat    | Jews Love Black Cock                                             |
| 2018  | XBIZ Awards | Meilleure scène de sexe dans une comédie (Best Sex Scene — Comedy Release) | Lauréat    | Jews Love Black Cock (scène avec Abella Danger et Isiah Maxwell) |
| 2018  | XBIZ Awards | Meilleure scène de sexe dans une comédie (Best Sex Scene — Comedy Release) | Nomination | Jews Love Black Cock (scène avec Mandingo)                       |
| 2018  | XBIZ Awards | Site de performeur de l'année (Performer Site of the Year)                 | Nomination | JoannaAngel.com                                                  |
| 2018  | XRCO Awards | Meilleur réalisateur (parodie) (Best Director (Parody))                    | Nomination | –                                                                |
| 2018  | XRCO Awards | Mainstream Adult Media Favorite                                            | Lauréat    | –                                                                |

## Filmographie sélective

### Actrice
- 2004 : Re-Penetrator : Zombie Bitch
- 2005 : Joanna's Angels 1
- 2006 : Ass Angels 5
- 2006 : Neu Wave Hookers : fille
- 2006 : Rendezvous
- 2006 : Fuck Dolls 7
- 2006 : LovecraCked! The Movie : Corpse Girl (segment "Re-Penetrator")
- 2006 : Blacklight Beauty : fille
- 2006 : The XXXorcist : Regan Theresa MacFeel
- 2007 : The 2007 AVN Awards Show
- 2007 : Spring Chickens 18
- 2007 : Pussy Cats 2
- 2007 : Not Another Porn Movie
- 2007 : No Swallowing Allowed 12
- 2007 : No Man's Land Girlbang
- 2007 : Grand Theft Anal 10
- 2007 : Glam Trash
- 2007 : Girls Girls Girls
- 2007 : East Coast Assault
- 2007 : Big Boobs Are Cool!
- 2007 : Fucking Girls 5
- 2008 : Cum on My Tattoo 4
- 2008 : Cumcocktion
- 2008 : Apprentass 9
- 2008 : Girlvana 4
- 2008 : Rock and Roll in My Butthole
- 2009 : The Joanna Angel Magical Threesome Adventure Experience
- 2009 : The Great American Squirt Off 2
- 2009 : Punk Rock Pussycat Dolls
- 2009 : P.O.V. Punx 2
- 2009 : No Panties Allowed
- 2009 : LA Pink: A XXX Porn Parody
- 2009 : I Wanna Bang Your Sister
- 2009 : It's Big, It's Black, It's Inside Joanna
- 2010 : Joanna's Angels 3
- 2011 : Kung Fu Pussy
- 2012 : Rock and Roll in my Butthole 2
- 2013 : The Walking Dead : A Hardcore Parody
- 2014 : Slumber Party Sluts
- 2015 : Joanna Angel Loves Darling Danika
- 2016 : Joanna Angel's Anal Training Camp
- 2017 : Joanna Angel Gives Some Dating Advice
- 2018 : Lesbian Adventures: Strap-On Specialist 14

### Réalisatrice
- 2005 : BurningAngel.com: The Movie
- 2005 : Joanna's Angels : Head Angel
- 2006 : Porny Monster
- 2006 : Joanna's Angels 2: Alt. Throttle
- 2006 : Guide 2 Humping
- 2006 : Cum on My Tattoo, 2, 3 & 4
- 2007 : Not Another Porn Movie
- 2007 : Girls Girls Girls
- 2007 : Fuck Me in the Bathroom
- 2008 : True Fucking Love
- 2008 : P.O.V. Punx
- 2008 : Fuck Me in the Bathroom 2
- 2008 : Big Boobs Are Cool! 2
- 2008 : Rock and Roll in My Butthole
- 2008 : Slumber Party Slaughterhouse: The Game : Ariana
- 2009 : Totally Screwed... Out of a Shower
- 2009 : The Joanna Angel Magical Threesome Adventure Experience
- 2009 : Riot Grrrls
- 2009 : Punk Rock Pussycat Dolls
- 2009 : P.O.V. Punx 2
- 2009 : LA Pink: A XXX Porn Parody
- 2009 : It's Big, It's Black, It's Inside Joanna
- 2013 : The Walking Dead : A Hardcore Parody

### Productrice
- 2004 : Re-Penetrator
- 2006 : LovecraCked! The Movie
- 2006 : Cum on My Tattoo
- 2008 : Slumber Party Slaughterhouse: The Game

### Scénariste
- 2005 : Joanna's Angels
- 2006 : Guide 2 Humping
- 2008 : Slumber Party Slaughterhouse: The Game